# Baldassarre Squitti
Baldassarre Squitti barone di Palermiti e Guarna (Maida, 3 agosto 1859 – Roma, 4 dicembre 1929) è stato un politico italiano.

## Biografia
Fratello del senatore Nicola Squitti e di Eleonora Maria Squitti, dama di compagnia della Regina Elena, è un grande proprietario terriero che in anno imprecisato si laurea in giurisprudenza per avviare la professione di avvocato ed esercitare a Roma la libera docenza di diritto romano e procedura penale. Trasferitosi a Napoli, dove ottiene la cattedra di diritto romano, dopo pochi mesi è costretto a tornare a Roma a causa di contestazioni sul modo in cui ha ottenuto la docenza.
Entrato in politica fin dai tempi del liceo riesce a farsi eleggere per la prima volta deputato nel 1890 grazie ad una vasta rete clientelare e con l'aiuto della massoneria. Aderisce al gruppo parlamentare di Democrazia Liberale (poi Democrazia Italiana) sostiene fin dall'inizio le politiche di Giovanni Giolitti e dai banchi della Camera si occupa principalmente dei problemi della Calabria. Il Giornale d’Italia lo inserisce fra i giolittiani di sinistra ma per l’organo socialista Avanti è invece uno dei giolittiani più filoclericali.  Si occupa in particolare dei problemi della istruzione elementare e popolare, della ferrovia Eboli-Reggio Calabria, della modifica della legge sulle opere portuali, senza tralasciare i piccoli-grandi problemi del proprio collegio:  interviene sul  riordinamento della scuola universitaria di Catanzaro, sui lavori per la banchina di Pizzo e sul prolungamento del molo del porto di Santa Venere (Vibo Valentia Marina),  sulla  costruzione della strada di collegamento della Sila piccola con la Sila  grande,  sui ritardi nella esecuzione della legge sulla Calabria e negli interventi del dopo terremoto del 1905.
Per  due anni è relatore del bilancio dei ministeri degli  Esteri, dei  Lavori pubblici  e delle Poste e telegrafi, nonché  del bilancio del Benadir e della  colonia Eritrea.
Nel 1924 si candida nel listone fascista, contribuendo al suo successo. In tale periodo è relatore di diversi disegni di legge, tra cui quelli sull’assestamento della Somalia, sulla spesa per l’edificio della Legazione Italiana in Addis Abeba e per alcune varianti nell’organico del personale tecnico della Regia Marina. Sue proposte di legge sono state quelle riguardanti gli studi farmaceutici e per la costituzione in comune autonomo della frazione Motta Filocastro, nonché  delle frazioni di Botricello Superiore, Botro I e II, Cinò e Case sparse.